# Otakar Hulec
Otakar Hulec (* 23. března 1935 České Budějovice) je český historik Afriky. Většinu aktivního života pracoval jako vědecký pracovník v Orientálním ústavu AVČR.

## Život

### Studium
Jako starší syn advokáta JUDr. Otakara Hulce a matky Vlasty, roz. Finfrlové, byl od mládí perzekvován komunistickým režimem v rámci tzv. „třídního boje“. Bylo mu znemožněno studovat na střední škole a proto strávil rok jako skladový dělník a poté jako skladový účetní v Jihočeských elektrárnách. V „akci převedení deseti tisíců úředníků do výroby“ musel přejít do továrny Motor v Českých Budějovicích, kde pracoval tři roky jako zaučený soustružník. Z toho dva roky tajně navštěvoval střední večerní školu pro pracující, ale třetí ročník se mu podařilo absolvoval jako řádný žák českobudějovického gymnázia, kde v roce 1956 maturoval. Poté byl přijat na Filozofickou fakultu Univerzity Karlovy, obor historie. Na konci čtvrtého ročníku byl ovšem na příkaz Krajského výboru KSČ v Českých Budějovicích ze studia vyloučen, ale díky solidaritě a odvaze některých vyučujících mohl v posledním ročníku, kdy připravoval diplomovou práci Petr Vok z Rožmberka a jeho úloha v politickém dění na začátku 17. století, tajně konzultovat s profesorem Josefem Polišenským. Práci obhájil v roce 1961 a získal titul promovaný historik (prom. hist.).

### Zaměstnání
Po dvou letech vojenské služby byl přijat jako aspirant do Orientálního ústavu ČSAV, kde vznikal nový obor historie Afriky. Disertační práci za vedení Dr. Ivana Hrbka Zvláštní postavení Jižní Rhodesie mezi britskými koloniemi v Africe (Vývoj v letech 1923-1953) obhájil v roce 1965 a získal titul PhDr. a CSc. (kandidát historických věd). V roce 1974 musel z politických důvodů z ústavu odejít a 16 let strávil jako učitel na základní škole. Do Orientálního ústavu se vrátil v roce 1990 a stal se členem a poté vedoucím Vědecké rady a posledním vedoucím i posledním pracovníkem Afrického oddělení, které zaniklo jeho odchodem do důchodu v roce 2005. Je zakládajícím a dnes čestným členem České asociace pro africká studia.

### Rodina
Jeho manželkou je básnířka s spisovatelka Jana Štroblová, manželství uzavřeli v roce 1960. Jejich synem je architekt prof. akad. arch. Mikuláš Hulec (1965).

## Dílo

### Knižní publikace
- Hulec, Otakar. Rhodesie. 1. vyd. Praha: Svoboda, 1974. 133 s. Zeměmi světa.
- Hulec, Otakar. Dějiny jižní Afriky. Praha: NLN, Nakladatelství Lidové noviny, 1997. 345 s. Dějiny států. ISBN 80-7106-247-2.
- Hulec, Otakar, ed. Cesta do nebe: jihoafrické mýty, legendy a vyprávění. Vyd. 1. Praha: NLN, Nakladatelství Lidové noviny, 2000. 311 s. Mythologie. Texty; sv. 3. ISBN 80-7106-399-1.
- Hulec, Otakar, ed. Mamlambo kouzelný had: současná jihoafrická literatura, texty, biografie. Překlad Otakar Hulec. Praha: NLN, Nakladatelství Lidové noviny, 2003. 249 s. ISBN 80-7106-523-4.
- Hulec, Otakar a Olša, Jaroslav. Dějiny Zimbabwe, Zambie a Malawi. 1. vyd. Praha: NLN, Nakladatelství Lidové noviny, 2008. 656 s. Dějiny států. ISBN 978-80-7106-952-2.
- Hulec, Otakar. Dějiny jižní Afriky. 2., rozš. vyd. Praha: NLN, Nakladatelství Lidové noviny, 2010. 413 s. Dějiny států. ISBN 978-80-7422-039-5.

### Příspěvky ve sbornících, editované texty, doslovy, překlady
- Hulec, Otakar. Konspirační charakter předbělohorské protestantské opozice. Jihočeský sborník historický XXX (1961), s. 97-102.
- Hulec, Otakar. Jihočeská država Rožmberská. Atlas československých dějin, Praha 1965, číslo 10a.
- Hulec, Otakar. Politická činnost Petra Voka z Rožmberka. Jihočeský sborník historický. 37, (1968), s. 144-159, 209-224.
- Hulec, Otakar. Some Aspects of the 1930s Depression in Rhodesia. The Journal of Modern African Studies, 7 (1969), s. 95-105.
- Hulec, Otakar. Ideologie apartheidu v Jižní Africe. Dějiny politických a právních učení, Skripta právnické fakulty UK Praha, 1969, 1. díl, druhá část, 3. kap.
- Hulec, Otakar. The Influence of the Regime in South Africa on Political and Economic Conditions in Africa. Inter-Relations in Asia and Africa, Proceedings of the Conference Held by the Czechoslovak Society for Eastern Studies, 1969. Dissertationes Orientales, Academia, Praha (23) 1970, s. 70-80.
- Holub, Emil a Navrátil, Jiří, ed. Cesta do země Mašukulumbů. Vyd. 1. Praha: Mladá fronta, 1973. 270 s., [16] s. obr. příl. Klasické cestopisy; sv. 4. [uspořádal Jiří Navrátil ; doslov napsal Otakar Hulec; obrazovou část sestavil a upravil Václav Kabát ; dřevoryty Zdeňky Táborské]
- Hulec, Otakar. The Position and Role of Africans in Rhodesian Agriculture. Archív Orientální 42 (1974), s. 18-32.
- Hulec, Otakar. The Concordance and Contradictions of Zambia´s Economy and Politics. Archív Orientální 48 (1980), s. 22-33.
- Štroblová, Jana. Úžeh: životní cesta doktora Emila Holuba: pro čtenáře od 11 let. 1. vyd. Praha: Albatros, 1984. 256 s. Životopisy; 15. [doslov Otakar Hulec; fot. Ivo Gill, Věra Jislová]
- Hulec, Otakar. Some Historical Roots of the Political Situation in South Africa. Non-military Solutions of Conflicts in Africa, OÚ ČSAV, Praha 1991, s. 71-73.
- Černý, Jaroslav, ed. a Hulec, Otakar, ed. Africana Bohemica: bibliographia 1918-1988. Vyd. 1. Praha: Academy of Sciences of the Czech Republic, Oriental Institute, 1993. xxviii, 161 s.
- Hulec, Otakar, ed. a Mendel, Miloš, ed. Threefold wisdom: Islam, the Arab world and Africa: papers in honour of Ivan Hrbek. Vyd. 1. Praha: Orientální ústav AV ČR, 1993. 266 s.
- Hulec, Otakar. The Religious Context in the History of South Africa. Archív Orientální 64 (1996), s. 348-366.
- Hulec, Otakar. Verarbeitung langjährigen Haftstraten in Südafrika, der Tschechoslowakei und der Sowjetunion. (Mit J. K. Coetzee (Grahamstown) und M. Ustinova (Moscow). BIOS, Zeitschrift für biographieforschung und oral history, 10. Jahrgang (1997), Heft 2, s. 229-246.
- Hulec, Otakar. The Price of Resistence. Fragments of the Experiences of Survivors of Longterm Political Imprisonment in South Africa, the Former Czechoslovakia and Russia (with J. K.Coetzee, Grahamstown and Mara Ustinova, Moscow). Archív Orientální 66 (1998), s. 55-69.
- Hulec, Otakar. Coming to Terms With the Cruel Authoritarian Past in South Africa and in the Czech Republic: A Comparison. – (Peter Skalník, ed.). Transition to Democracy. Czech Republic and South Africa Compared. Set out, Praha 1999, s. 45-60.
- Hulec, Otakar. Oppression, resistance, imprisonment: a montage of different but similar stories in two countries (with J. K. Coetzee, Grahamstown). – Routledge Studies in Memory and Narrative, Part I: Trauma and Life Stories. International perspectives. (Ed. by Kim Lacy Rogers, Selma Leydesdorff and Graham Dawson), London and New York 1999, s. 80-94.
- Hulec, Otakar. Assumpions, Results and Reverberations of the Truth and Reconciliation Commission in South Africa. Afrocentrism and Eurocentrism on the Eve of the 21st Century. African Studies in World Context (Proceedings of International Conference in Celebration of the 70th Anniversary of Prof. A. B. Davidson), Institute of Universal History, Russian Academy of Sciences and Moscow State University, Moscow 2000, s. 178-188.
- Hulec, Otakar. Fenomén smrti v africké mythologii. Svět živých a svět mrtvých. Ľubica Obuchová (ed.). (Sborník studií pracovní skupiny „Náboženské trendy v Asii“), Praha, Česká orientalistická společnost – Dar Ibn Rushd 2000, s. 10-19.
- Hulec, Otakar, ed. a Hereit, Petr, ed. Africana Bohemica II. Bibliographia 1989-2000. Praha: Academy of Sciences of the Czech Republic, Oriental Institute, 2001. 228 s.
- Coetzee, J. M., Hulec, Otakar a Gilfillan, Lynda. Fallen Walls – Echoes from the Cells that Held Mandela and Havel. (With J. Coetzee a L. Gilfillan). Nakladatelství Lidové noviny, Praha 2002, s. 194.
- Malaba, Mbongeni, ed. a Olša, Jaroslav, ed. Přivolávač deště: moderní zimbabwské povídky. Překlad Otakar Hulec. 1. vyd. Praha: Kontinenty, 2003. 127 s. ISBN 80-86685-08-X.
- Hulec, Otakar, ed., Winter-Irving, Celia, ed. a Olša, Jaroslav, ed. Moderní zimbabwské sochařství. V Praze: Orientální ústav Akademie věd České republiky, 2003. 86 s. Malá knižnice Nového Orientu; sv. 1. ISBN 80-85425-45-9.
- Coetzee, J. M., Hulec, Otakar a Gilfillan, Lynda. Zbořené zdi: hlasy z cel, které věznily Nelsona Mandelu a Václava Havla. Překlad Vladimír Klíma a Jiří Mesicki. Praha: Orientální ústav AV ČR, 2003. 167 s. ISBN 80-7106-552-8.
- Coetzee, J. M., Hulec, Otakar a Gilfillan, Lynda. Fallen Walls. Prisoners in South Africa and Czechoslovakia. (2nd edition). Transaction Publishers, New Brunswick (USA) and London (UK) 2004, 190 s.
- Hulec, Otakar. Oppression, resistance and imprisonment: a montage of different but similar stories in two countries. Trauma and Life Stories. (With J.K. Coetzee). - International perspectives, Routledge Studies in Memory and Narrative. Transaction Publishers of Rutgers University in the USA, New York (2nd edition, paperback) 2004: s. 80-94.
- Hulec, Otakar. Některé paralely ve vývoji Jihoafrické a České republiky od totality k demokracii. Afrika: dvojznačné jaro 1994. Občanské sdružení Aegyptus a Společnost přátel Afriky ve spolupráci s Městským muzeem v Moravské Třebové, 2004: s. 62-67. ISBN 80-903443-0-5.
- Hlaváček, Jiří, ed., Hulec, Otakar, ed. a Vlčková, Jitka, ed. Česká republika a Afrika: sborník příspěvků z konference: Praha, 25. října 2007. Praha: Nakladatelství a vydavatelství litomyšlského semináře, 2007. 99 s. ISBN 978-80-86709-09-3.
- Hulec, Otakar. Spirituální představy Holubových Mašukulumbů. In: Dr. Emil Holub, Dr. Albert Schweitzer a jejich následovníci. Sborník příspěvků z konference o jižní Africe u příležitosti 160. výročí narození Dr. Emila Holuba v kulturním domě města Holic. 6. října 2007. Holice : Kulturní dům města Holic, 2007, s. 2-3. ISBN 978-80-254-2554-1.
- Hulec, Otakar, ed. Africké pohádky. Praha: SPA, 2009. 40 s. ISBN 978-80-254-5977-5.
- Hulec, Otakar a Mildnerová, Kateřina. Historiography of Czech and Slovak Studies on Africa. Archiv Orientální, Vol. 86 (2018), No. 3, pp. 471-542.
- Hulec, Otakar. The Development of an Authoritarian Regime in Zimbabwe from 1980 to the Present Day. Asian and African Studies, Slovak Academy of Sciences. Vol. 28/2019, Number 1, pp. 57-90.
- Hulec, Otakar. Zemřel významný jihoafrický myslitel, humanista a nositel Nobelovy ceny míru arcibiskup Desmond Tutu. Online. Ústav mezinárodních vztahů. 1. 1. 2022.
- Hulec, Otakar. Jak dlouho Jižní Afrika ještě vydrží? Úvaha o poměrech v současné JAR. Online. Ústav mezinárodních vztahů. 22. 3. 2022.
- Hulec, Otakar. Jihoafrická identita včera a dnes: složitá cesta k „duhovému národu“. In: Mezinárodní politika - Proměna identity v mezinárodních vztazích. Ústav mezinárodních vztahů, v.v.i., 2/2022, s. 31-33.